# Helga Schmidhuber
Helga Schmidhuber (* 1972 in Wiesbaden) ist eine deutsche bildende Künstlerin.

## Leben
Helga Schmidhuber wurde 1972 in Wiesbaden geboren. Im Zuge ihres Studiums für Kommunikationsdesign an der Fachhochschule Wiesbaden von 1994 und 1998 erhielt Helga Schmidhuber ein Reisestipendium nach Israel, wohin es sie 1996 führte. 1999 schloss sie ein Studium der Freien Kunst an der Kunstakademie Düsseldorf an, besuchte zwischen 2000 und 2002 die Klasse von Dieter Krieg und im Anschluss bis 2004 die Klasse von Albert Oehlen. 2004 Abschluss als Meisterschülerin bei Oehlen. Im Wintersemester 2005/06 übernahm Helga Schmidhuber einen Lehrauftrag für „Künstlerische Grafik“ an der Hochschule RheinMain in Wiesbaden. In den Jahren 2006 bis 2011 nahm die Künstlerin an Artist-in-Residence-Programmen teil und arbeitete  in Österreich, Island, Kanada sowie in Spanien. Sie lebt und arbeitet im Rhein-main-Gebiet.

## Werk
Helga Schmidhuber arbeitet zyklisch. Viele Arbeiten sind als Serie größerer Werkgruppen angelegt. Es geht der Künstlerin darum, die Möglichkeiten des Malerischen auszuloten.
Ihr Werk ist multimedial ausgerichtet; im Zentrum steht dabei die Malerei. In etlichen Werken überlagert sie unterschiedliche Bild- und Realitätsebenen mit vielfältigen Zitaten aus Botanik und Tierreich, Technologie und Kulturgut. Malerische, graphische und collagierte Notizen überschneiden und verschränken sich mit schablonenartigen Segmenten und Arrangements, die Deformationen und Verfremdungen von Mensch und Tier zeigen.
Werkzyklen
- 2012–2014: „Wenig Zeit zwischen zwei Fingern“
- 2012: „hel5 RADICAL INK“
- 2011: „YODADA“
- 2009–2011: „ARCTICA ISLANDICA“
- 2009–2011: „SOFT SKULLS“
- 2008–2010: „Krähen Kommen - Titanweiß“
- 2008: „Krähen kommen“
- 2006/07: „glasplasma“[1]
- 2006: „HIDDEN TRACK“
- 2005: „Holz vor Hütte“
- 2003/2004: „Zobelchrom“
- 2002/2003: „Länder, Tiere, Abenteuer“
- 2001: „Nuggets“
- 2001: „Pilze Sammeln. Deutscher Wald“
- 2001: „Hel5“
- 2001: „Verlassen Sie die Bildfläche.“

## Ausstellungen (Auswahl)
- 2020: Kunsthalle Hamburg
- 2020: Sonderausstellung auf der „Art Karlsruhe“ anläßlich der Verleihung des Hans Platschek Preises
- 2019: „Lutra, Lontra & Lemuren“, Kunsthaus Taunusstein
- 2018: „A Heady, Hefty Upload“, Nassauischer Kunstverein, Wiesbaden
- 2017: „Dialog 2 - Imagination“, Quadrart Dornbirn in Kooperation mit dem vorarlberg museum, Bregenz
- 2016: „Das Affenkabinett“, Sammlung Teunen, Schloss Johannisberg, Geisenheim
- 2014: Museum Wiesbaden (EA, K)
- 2013: CCA, Andratx, Spanien
- 2013: „Fensterschau I“, LangSuendermannRestauratoren, Frankfurt (E)
- 2012: „hel5 RADICAL INK“, ARTCARGOBAY, Jahrhunderthalle Frankfurt, (E)
- 2012: „Bisso Marino“, Maurer Zilioli – Contemporary Arts, Brescia, Italien (E, K)
- 2012: „Der Pinnenwächter des Byssus“, Schauraum 35/nullnull, Krems, Österreich (EA, K)
- 2012: „Bisso Marino“, Maurer Zilioli – Contemporary Arts bei Galerie Jordanow, München (E, K)
- 2012: „Der Pinnenwächter des Byssus“, Schauraum 35/nullnull, Krems, Österreich (EA, K)
- 2011: „SCHMIDHUBER vs. SCHMIDHUBER - Fight II“, Galerie Erhard Witzel, Wiesbaden (E)
- 2011: „Rhizom Horizon“ berlin art scouts, Berlin
- 2010: „SCHMIDHUBER vs. SCHMIDHUBER - Fight I“, Kunstverein Aschaffenburg (EA)
- 2009: »Krähen kommen – Titanweiß«, Galerie Krinzinger, Wien (E)
- 2009: „Arctica Islandica – Cooking With Watercolours“, SÍM • The Association of Icelandic Visual Artists, Reykjavík, Island (EA)
- 2008: Art Cologne, One-Artist-Show, Galerie Erhard Witzel (EA)
- 2008: „Eine Herde der Alphatiere“, Kunstverein Eisenturm Mainz, Mainzer Volksbank, Mainz (E)
- 2008: „In allen vier Ecken Liebe stecken“, Galerie Oezmen, Zürich, Schweiz (EA)
- 2007: „glasplasma“, Galerie Erhard Witzel, Wiesbaden (EA, K)
- 2006:  KIAF | 5th Korea International Art Fair, Seoul, Galerie Erhard Witzel (EA)
- 2006: Galerie im Kleinen Haus, Staatstheater Mainz (EA)
- 2006: „morgen“ mit Rita Nowak, Giorgi Piralishvli, Wilhelm Scherübl & Claudia Schuhmann; Projektraum; Hahngasse 11, Wien
- 2005: „Holz vor Hütte – neue Arbeiten“, Galerie Erhard Witzel, Wiesbaden (EA,K)
- 2005: „Länder, Tiere, Abenteuer“, Baker&McKenzie, Gierig-Kunstprojekte, Frankfurt/M. (EA,K)
- 2004: „Zunge an Zündschnur“ kuratiert von Albert Oehlen, mit A.-K.Hamm, A. Plum & C. Quabeck, Krinzinger Projekte, Wien (K)[2]
- 2004: Max-Ernst-Stipendium, Galerie am Schloß Augustusburg, Brühl (E)
- 2004: „sable and the 400 rabbits“ mit Koen Wastijn, Galerie Fiebach & Minninger, Köln (E)
- 2003: Deutsche Bundesbank, Frankfurt am Main (EA,K)
- 2003: „Hommage an Lucas Cranach“, Fürstenbau Festung Rosenberg, Kronach (K)
- 2003: „Einblicke“, Galerie Erhard Witzel, Wiesbaden (EA)
- 2002: „Bildräume“, Kunstverein Villa Streccius, Landau
- 2002: „Heimspiel“, Nassauischer Kunstverein, Wiesbaden (K)
- 2002: „Springbrunnen-Wettbewerb“, Künstlerhaus Mousonturm, Frankfurt am Main
- 2002: „Klasse Krieg III“, Galerie Timm Gierig, Frankfurt am Main (K)
- 2002: „Für den Innenbereich. Klasse Krieg“, Galerie Alfred Knecht, Karlsruhe (K)
- 2001: WLZ, Raiffaisen AG, Stuttgart (EA)
- 2001: „European Youth Circus“, Europäisches Parlament, Brüssel
- 2001: „Natur“, Fürstenbau Festung Rosenberg, Kronach (K)
- 2000: „Fünf von Sieben“, Kunsthaus, Wiesbaden
- 2000: Galerie im Kleinen Haus, Staatstheater Mainz (EA)
- 2000: „Der Mensch als Möglichkeit“, Expo 2000, Hannover
- 1998: „XXX“, Staatstheater, Mainz (EA)
- 1997: „Negev“, Naturhistorisches Museum, Mainz (K)

## Auszeichnungen, Preise und Stipendien
- 1. Preis des Hessischen Rundfunks und BBK auf dem Hessentag in Baunatal (1999)
- Markus-Lüpertz-Preis, Kunstakademie Düsseldorf (2002)
- Reisestipendium der Kunstakademie Düsseldorf nach New York (2003)
- Max-Ernst-Stipendium der Stadt Brühl (2004)
- KUNSTNETZWERK Artist In Residence, Wien (2006)
- TDC-Award, Type Directors Club of New York und ed-Award trophy (2008)
- European Design Awards Stockholm, Schweden für Buchprojekt »unliniert« (2008)
- Gewinnerin des IF communication design award, iF Industrie Forum Design Hannover für das Künstlerbuch »Helga Schmidhuber - glasplasma«[3] (2008)
- Artist In Residence Krinzinger Projekte, Galerie Krinzinger, Wien (2008)
- Aufenthaltsstipendium SÍM • The Association of Icelandic Visual Artists, Reykjavík, Island (2009)
- Artist In Residence CCA, Andratx, Mallorca (2011)
- Hans Platschek Preis für Kunst und Schrift der Hans Platschek Stiftung (2020)